# U-304
Unterseeboot 304 foi um submarino alemão do Tipo VIIC, pertencente a Kriegsmarine que atuou durante a Segunda Guerra Mundial.

## Comandantes
| Comandante       | Data                                     |
| ---------------- | ---------------------------------------- |
| Oblt. Heinz Koch | 5 de agosto de 1942 - 28 de maio de 1943 |

## Subordinação
Durante o seu tempo de serviço, esteve subordinado às seguintes flotilhas:
| Período                                   | Flotilha                                  |
| ----------------------------------------- | ----------------------------------------- |
| 5 de agosto de 1942 - 31 de março de 1943 | 8. Unterseebootsflottille (treinamento)   |
| 1 de abril de 1943 - 28 de maio de 1943   | 1. Unterseebootsflottille (serviço ativo) |

## Operações conjuntas de ataque
O U-304 participou das seguinte operações de ataque combinado durante a sua carreira:
- Rudeltaktik sem nome (7 de maio de 1943 - 10 de maio de 1943)
- Rudeltaktik Isar (10 de maio de 1943 - 15 de maio de 1943)
- Rudeltaktik Donau 1 (15 de maio de 1943 - 26 de maio de 1943)